# La Rothière-i csata
A La Rothière-i csata 1814. február 1-jén zajlott le a Napóleon császár vezette francia és Blücher porosz tábornagy vezette szövetséges (orosz–porosz) erők között és porosz győzelemmel végződött. Ez volt az első olyan csata, amit a francia császár francia földön veszített el.

## Előzmények
A brienne-i csatában Napóleonnak még sikerült győzelmet aratnia Blücher erői felett, de a teljes szövetséges erő túlerejét nem tudta felülmúlni hadvezéri lángelméje sem. A szövetségesek három irányból támadtak, északon Bernadotte 80 000-es, középen Blücher 110 000-es és délen Schwarzenberg 200 000-es sereggel. Mind a két hadviselő felet korlátozták a téli útviszonyok, a tüzérség és a gyalogság is nehezen mozgott a sárban, a hóban. A francia hadseregről Napóleon azt írta: „Csak a Gárda szilárd, a maradék úgy olvad, mint a hó”. Blücher a vesztes ütközet után dél felé hátrált Trannes-hoz, és seregét megerősítette, Napóleonnak azonban csak 40 000 főnyi, főleg frissen kiképzett újoncokból álló serege maradt.

## A csata
Február 1-jén a francia császár délelőtt 9 óra körül érkezett La Rothière-be, ahol a serege éppen bivakolni készült. A települést elárasztották a hóban és sárban, az ijesztő higiéniai állapotok közepette álló csapatok. Délben érkezett a hír Emmanuel de Grouchy lovasságától, hogy a szövetségesek három erős hadosztálya tart La Rothière felé Éclance, Soulaines és Trannes irányából. (A falusiak nagyszámú ellenséges erőről értesítették őket.) 
A franciák gyorsan felvették a harci pozíciókat: Michel Ney a Fiatal gárdával elindult Brienne felé délkeletre egy mérföldre, La Rotheier és Petit-Mesnil közé. Nansouty tábornok a lovasságot két vonalba állította fel. Claude-Victor Perrin és Grouchy tájékoztatta a császárt a délről és keletről támadó nagyszámú ellenséges erőről. Napóleon azonnal lóra pattant, hogy saját maga győződjön meg a kialakult helyzetről, azonban a sűrű hóesés megakadályozta a pontos tájékozódásban. Azt azonban látta, hogy a szövetségesek ereje nagyobb az övénél, vonakodott megkockáztatni egy csatát ilyen erőviszonyok között, azt tervezte, hogy visszavonul a seregével, bármennyire is erőltetné Blücher a harcot.
Blücher serege Trannes csúcsán állt, seregei nagyon lassan mozogtak, a tüzérség számára pokoli útviszonyok között: fagy, sártenger, fagy. Nagyon sok ágyú és kocsi beragadt a sárba. Alekszej Petrovics Nyikityin orosz tábornok parancsot adott arra, hogy minden ágyú mellé kétszer annyi lovat állítsanak. Ezzel a lovastüzérségük erősebb lett, viszont a lovasságuk gyengébb.
Délután egy órakor Duhesme francia tábornok gyalogsága kezdte el a csatát. A tábornok könnyű gyalogsági támadással számolt, amit a szövetségesek sűrű tüzérségi tüze fogadott. A „szedett-vedett” orosz erők, vegyesen orosz–angol fegyverekkel és zsákmányolt francia muskétákkal felfegyverkezve elképesztő jókedvvel fogadták Blüchert és Sacken tábornokot. A buzgalmuk csak nőtt az első támadás alatt, ahogy a franciák előrenyomultak.
La Rothière-t Duhesme négy hadosztállyal védte, két oldalán állította fel a tüzérséget, középen a csatárláncot. A tábornok füsttől mocskosan lovagolt pontról pontra, bátorítva embereit, éberen ellenőrizve az ellenség mozgását. Az orosz tüzérség sokáig nem látta a franciák előrenyomulását, Nyikityin tüzérei miután nem messze a franciáktól felvették harcálláspontjukat, tüzet nyitottak. Ezalatt az orosz gyalogság ritmikus dobpergéssel felkészült a támadáshoz. Diedrich négy vadászezreddel indította meg az akciót, akik a hóviharban a tüzérségi és muskéták tüzében előrenyomultak és visszanyomták a francia centrumot. Nansoutyt meglepték az oroszok, Nyikityin észrevette a francia lovasság mozgását. A vadászok négyszög alakzatot vettek fel a tüzérség mögött. Amikor a francia lovasság 500 lépésnyi távolságon belül ért, akkor a tüzérek kartáccsal beléjük lőttek és utána a négyszögek biztonságos fedezékébe vonultak. A Gárda lovassága a négyszögek közt cikázott, de képtelen volt rajtuk áthatolni. A négyszögek egy-két sortüzet adtak le, a francia lovasság visszavonult a saját vonalai mögé. Sacken gyalogságát közben a franciák tűz alá vették, erre ágyúkat vontattak oda és ők is tüzet nyitottak a franciákra. A gyalogság már a kertek és épületek közé is benyomult.
Nansouty akciója tehát kudarcot vallott, de három lovashadosztályuk indított támadást Sacken ellen. A tábornok segítségért fordult Vaszilcsikov orosz tábornokhoz. Vaszilcsikov orosz dragonyosai éppen időben érkeztek, akkor, amikor Nansouty éppen Sacken tüzérségét és gyalogságát támadta. A dragonyosok 24 ágyút zsákmányoltak a francia lovastüzérségtől.
La Rothiere-ben ezalatt utcai harcok kezdődtek a franciák és oroszok között. Az orosz nehéz gyalogság két hadosztálya visszavert több lovasrohamot és ádáz kézitusában elfoglalta a település központját és templomát. Nyolc ágyút zsákmányoltak, mindkét fél több, mint 250 embert vesztett, a franciák végül északi irányba vonták ki erőiket a faluból.
Blücher az addig passzív Gyulay Ignác 14 200 emberből álló (osztrák) III. hadseregét vetette be Sacken támogatására. Gyulay táborszernagy Unienville falut foglalta el és oda telepítette a tüzérségét. Napóleon két dandárt küldött  Dienville megtartására és a híd védelmére. Az osztrák támadás nem gyakorolt nagy hatást a franciákra, nem tudtak kitartani és visszavonultak. Ezek után Blücher egymásnak ellentétes parancsai okoztak zűrzavart az orosz gránátosok körében délután 4 óra körül, de végül a csata sorsa a szövetségesek számára vett kedvező fordulatot.
A bajorok megtámadták Wrede vezetésével Napóleon szárnyait La Rothière-nél. Estére a franciák visszavonultak.

## Következmények
A szövetségesek vesztesége 4500–6400 fő között mozgott, Napóleonnak 6000 embere veszett oda, a tüzérségének 54-83 ágyúja került az ellenségei kezére. Ugyan a francia haderő nem szenvedett döntő vereséget, de a csatát Blücher megnyerte. Ez az ütközet arra is figyelmeztette a szövetségeseket, hogy bár a franciák létszámban alulmaradnak a szövetségesektől, de minden talpalatnyi földet csak súlyos véráldozatok árán lehet tőlük megszerezni.

## Képek a csata főszereplőiről

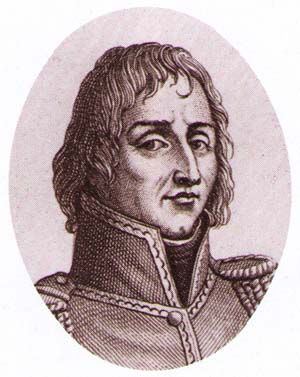
Nansouty
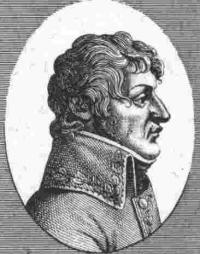
Duhesme
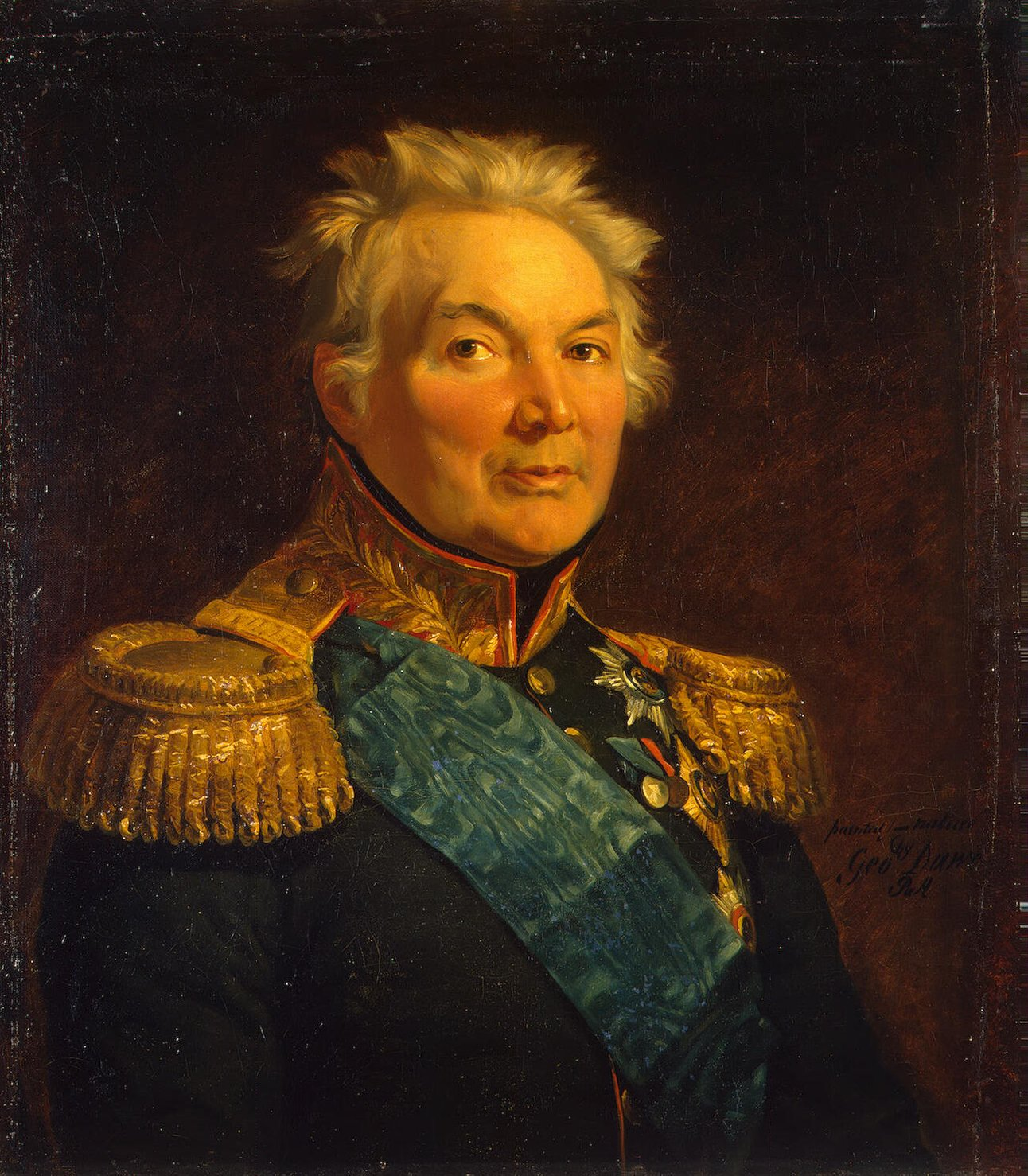
Sacken
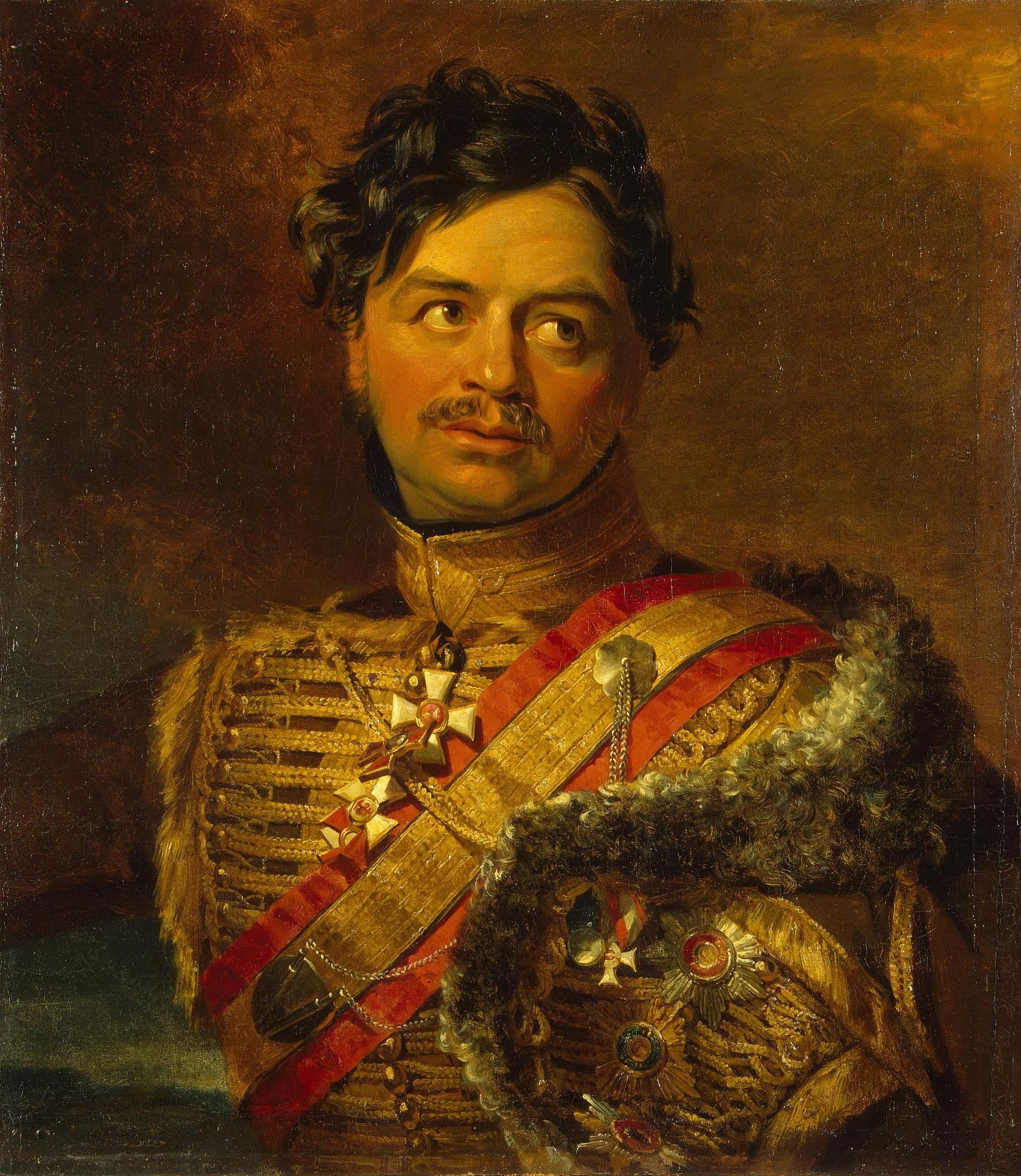
Vaszilcsikov
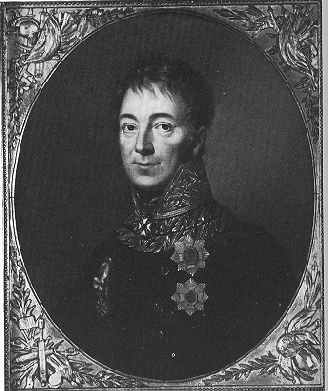
von Wrede